# Ferdinand Törnström
Wilhelm Ferdinand Törnström, född 27 mars 1816 i Karlskrona, död 7 maj 1897, var en svensk målare och tecknare.
Han var son till styrmannen Per August Törnström och Marie Olsson och gift med Karin Hallgren samt far till Bernhard Isidor Törnström och brorson till Johan Törnström. Han var anställd som målare vid örlogsvarvet i Karlskrona och bland hans bevarade arbeten finns bland annat en lavering från 1868 som framställer den svenska korvetten Najaden som bärgar en brittisk besättning från ett skeppsbrutet engelskt fartyg i Biscayabukten. 